# Lluís Ramon d'Aragó-Cardona-Córdoba i Fernández de Córdoba
Lluís Ramon Folc d'Aragó-Cardona-Córdoba i Fernández de Córdoba-Figueroa (4 de gener de 1608-14 de gener de 1670). Comte d'Empúries, duc de Sogorb, comte de Prades, marquès de Comares, i Senyor de la Baronia d'Entença (1640-1670).
Va ser enterrat al Monestir de Poblet.

## Família
Fill primogènit d'Enric d'Aragó i Catalina Fernández de Córdoba-Figueroa y Enríquez de Ribera. Va succeir al seu pare a la seva mort en 1640. Pel que fa al matrimoni, es va casar dues vegades. El primer fou el 1630 amb la duquessa de Lerma Mariana de Sandoval-Rojas i Enríquez de Cabrera. D'aquest primer matrimoni va tenir a:
- Enric Ramon (1632-1640)
- Francesc Antoni (1633-1637)
- Caterina Antònia (1635-1697)
- Feliche Hermenegilda (1636-?)
- Maria Joana (1637-1686)
- Joana (1638-?)
- Teresa Manuela (1646-1708)
- Francesca Josepa (1647-1697)
- Ana Margarida (1649-?)
- Ambrós (Lucena, 10 de desembre de 1650 - Madrid, 29 de desembre de 1659).

Es tornà a casar el 1660 amb la marquesa de Las Navas María Teresa de Benavides y Dávila-Corella, amb la qual va tenir els següents fills:
- Joana Francesca de Paula (1663-1691)
- Margarida (1664-1702)
- Antònia (1667-?)
- Maria Àngela (1666-1737)
- Joaquim (1667-1670)
- Marianna (?)

## Títols
1608-1632
- XXXVII Comte d'Empúries
- XIII Comte de Prades

1640-1670
- VII Duc de Cardona
- V Marquès de Comares
- XXIII Senyor de la Baronia d'Entença
- VII Marquès de Pallars
- VI Duc de Sogorb
- XXIX Vescomte de Vilamur